# Daniel Nlandu Mayi
Daniel Nlandu Mayi (Kinshasa, 19 oktober 1953 – Matadi, 12 december 2021) was een Congolees rooms-katholiek geestelijke en bisschop.
Hij werd in 1980 tot priester gewijd. In 1999 werd hij benoemd tot hulpbisschop van Kinshasa en titulair bisschop van Cataquas. In 2007, na het overlijden van aartsbisschop Frédéric Etsou, werd hij aangesteld als apostolisch administrator van het aartsbisdom. Hij vervulde die functie tot de benoeming van Laurent Monsengwo als aartsbisschop in 2010. Hij werd in 2008 benoemd tot coadjutor van Gabriel Kembo Mamputu, bisschop van Matadi. Twee jaar later, na het overlijden van bisschop Gabriel Kembo Mamputu, volgde hij hem op als bisschop van Matadi. Hij koos als devies "Pax vobis" (De vrede zij met u). In 2021 nam hij ontslag om gezondheidsredenen. Nlandu Mayi overleed later dat jaar op 68-jarige leeftijd.
- International Standard Name Identifier: 0000 0000 3150 8473
- Library of Congress Control Number: n95910204
- Système universitaire de documentation: 179738097
- Virtual International Authority File: 53407231
- WorldCat: E39PBJkT9JRMTJXvQCkKFyYgKd